# 산페드로데이쿠아만디유

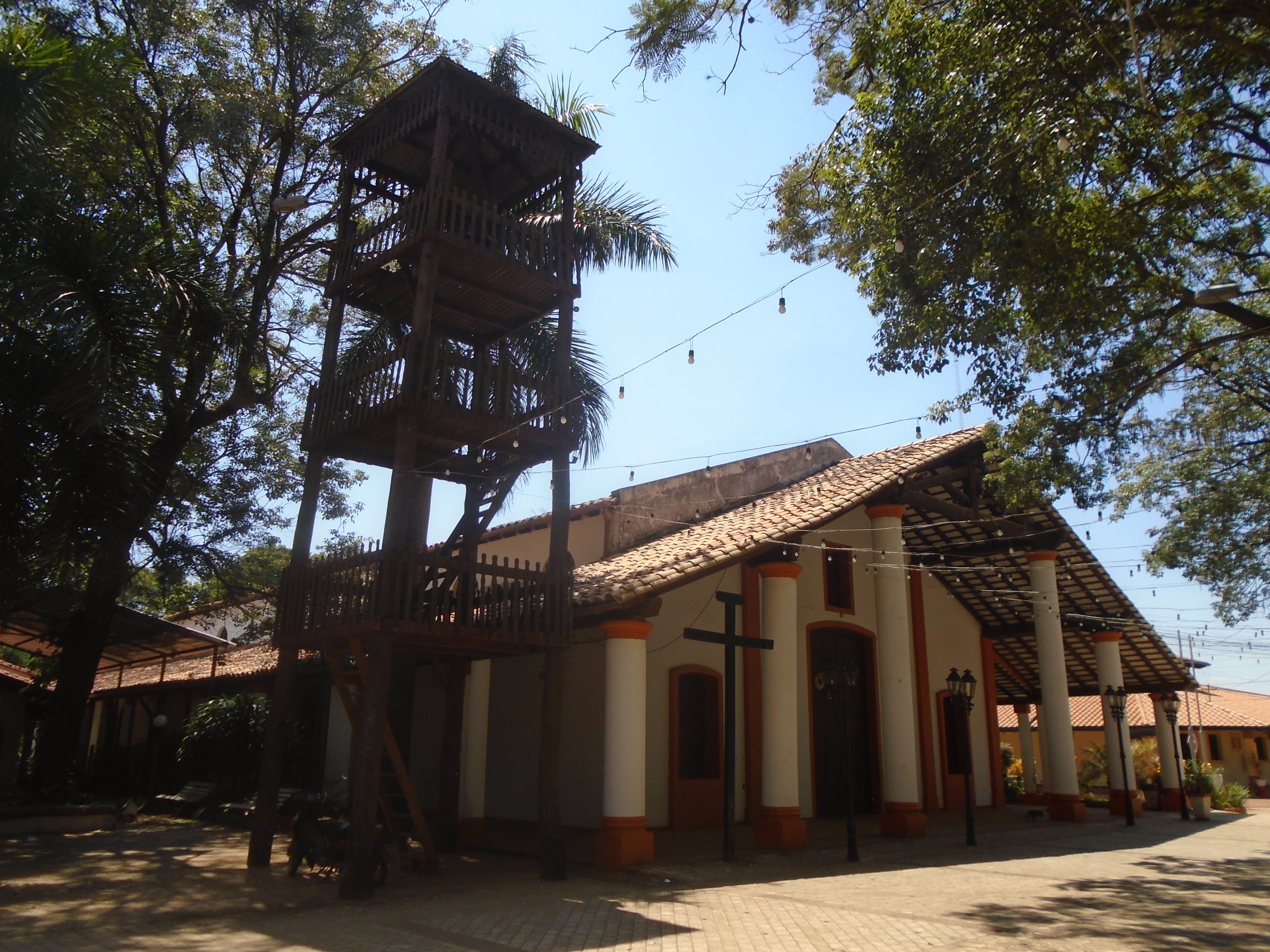

산페드로데이쿠아만디유(스페인어: San Pedro de Ycuamandiyú)는 파라과이의 도시로 산페드로 주의 주도이며 면적은 3,185km2, 높이는 64m, 인구는 32,918명(2008년 기준)이다.